# Shooting Vegetarians
Shootings Vegetarians - film z roku 2005, którego reżyserem jest Mikey Jackson.

## Obsada
- Reiko Aylesworth jako Daisy
- Arielle Barone jako Betsy
- Robert Blacker jako Grandpa
- Élodie Bouchez jako The Happy Coffee Shop Girl
- Oscar A. Colon jako Pappi
- Didi Conn jako Patrice
- Jim Czarnecki jako Juror
- Joseph DiGennaro
- Neil Driscoll Jr. jako Austin
- Guillermo Díaz jako Neil
- Marlene Forte jako Amber
- Tom Gilroy jako Bailiff
- H2O jako Band
- Gill Holland jako Stoner #1
- Will Keenan jako Karate Coffee
- Eric Loeb jako Vic
- John-Luke Montias jako Bailiff
- Michael Morley jako Koroner
- Adam Seth Nelson jako Nagi mężczyzna
- Bill Sage jako Oskarżyciel
- Brooke Smith jako The Chicken Man
- Isaiah Tanenbaum jako Josh